# Visitara
Visitara is een geslacht van vlinders van de familie spanners (Geometridae), uit de onderfamilie Ennominae.

## Soorten
- V. brunneiplaga Swinhoe, 1902
- V. charitopis Prout, 1931
- V. undilinea Bastelberger, 1908